# Бечард, Шера
Шера Бечард (англ. Shera Bechard; род. 14 сентября 1983, Капескейсинг) — канадская фотомодель.

## Биография
Шера Лоррейн Мэри Бечард родилась 14 сентября 1983 года в Капускасинге, Онтарио, Канада. В 18 лет переехала в Торонто, где начала карьеру модели.
В 2009 году получила премию «Next Wave Award» «Austin Fantastic Fest» в категории «Лучшая актриса» за главную роль в фильме «Милая Карма». В ноябре 2010 года стала «Девушкой месяца» журнала Playboy.
В 2011 году Шера встречалась с Хью Хефнером.

## Фильмография
| Год  |   | Русское название                            | Оригинальное название           | Роль         |
| ---- | - | ------------------------------------------- | ------------------------------- | ------------ |
| 2007 | в | Самые сексуальные обнаженные женщины в мире | World's Sexiest Nude Women      | камео        |
| 2009 | ф | Милая Карма                                 | Sweet Karma                     | Карма Бэлинт |
| 2012 | с | Переводчик с собачьего                      | Dog Whisperer with Cesar Millan | камео        |